# Pithiviers-le-Vieil
Pour les articles homonymes, voir Pithiviers (homonymie).
Pithiviers-le-Vieil est une commune française, située dans le département du Loiret en région Centre-Val de Loire.
Pithiviers-le-Vieil inclut, depuis 1973, Bouzonville-en-Beauce, qui n'a plus désormais que le statut de commune associée. Les données géographiques (superficie, altitudes, coordonnées) concernent l'ensemble. Les données démographiques sont également globalisées depuis 1973.

## Géographie

### Localisation

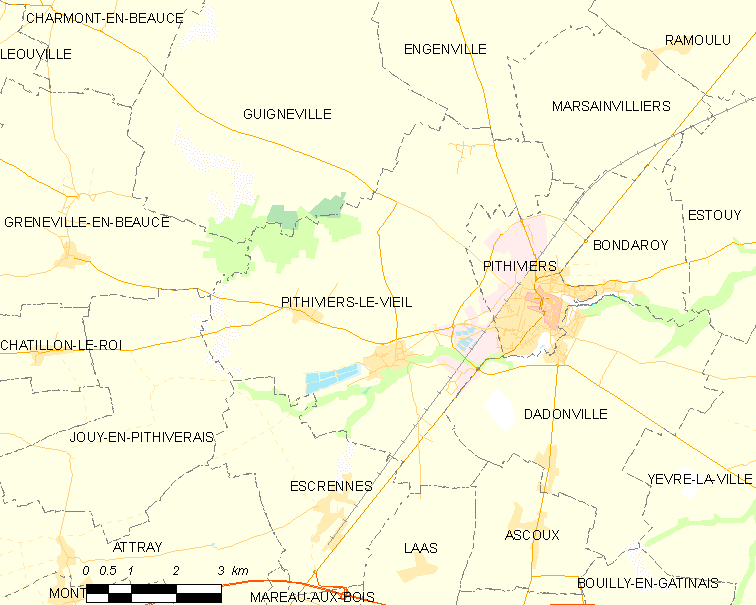
Carte de la commune de Pithiviers-le-Vieil et des communes limitrophes.

La commune de Pithiviers-le-Vieil se trouve dans le quadrant nord du département du Loiret, dans la région agricole de la Beauce riche,. À vol d'oiseau, elle se situe à 36,4 km  d'Orléans, préfecture du département, à 3,7 km de Pithiviers, sous-préfecture, et ancien chef-lieu du canton dont dépendait la commune avant mars 2015. La commune fait partie du bassin de vie de Pithiviers.
Les communes les plus proches sont : Escrennes (3,6 km), Pithiviers (3,7 km), Dadonville (4,6 km), Laas (4,7 km), Ascoux (4,9 km), Bondaroy (5 km), Guigneville (5,5 km), Mareau-aux-Bois (6,8 km), Bouzonville-aux-Bois (6,9 km) et Châtillon-le-Roi (7,5 km).
| Guigneville                                 | Engenville          | Marsainvilliers          |
| Greneville-en-beauce et Jouy-en-Pithiverais | Pithiviers-le-Vieil | Pithiviers et Dadonville |
| Escrennes                                   | Laas                | Ascoux                   |

### Géologie et relief
Situé dans le bassin parisien, le territoire est inclus dans le périmètre de l'ancien lac de Beauce. Les formations géologiques calcaires datent d'il y a environ 23 à 20 millions d'années, au début du Miocène, période de l'ère géologique actuelle. Elles sont très homogènes sur tout le territoire, les roches issues des dépôts de sédiment successifs au sein du lac n'ayant pas été déformées par d'autres phénomènes géologiques majeurs.
Sur le territoire communal, l'altitude varie de 98 au sud à 132 mètres au nord.

### Hydrographie

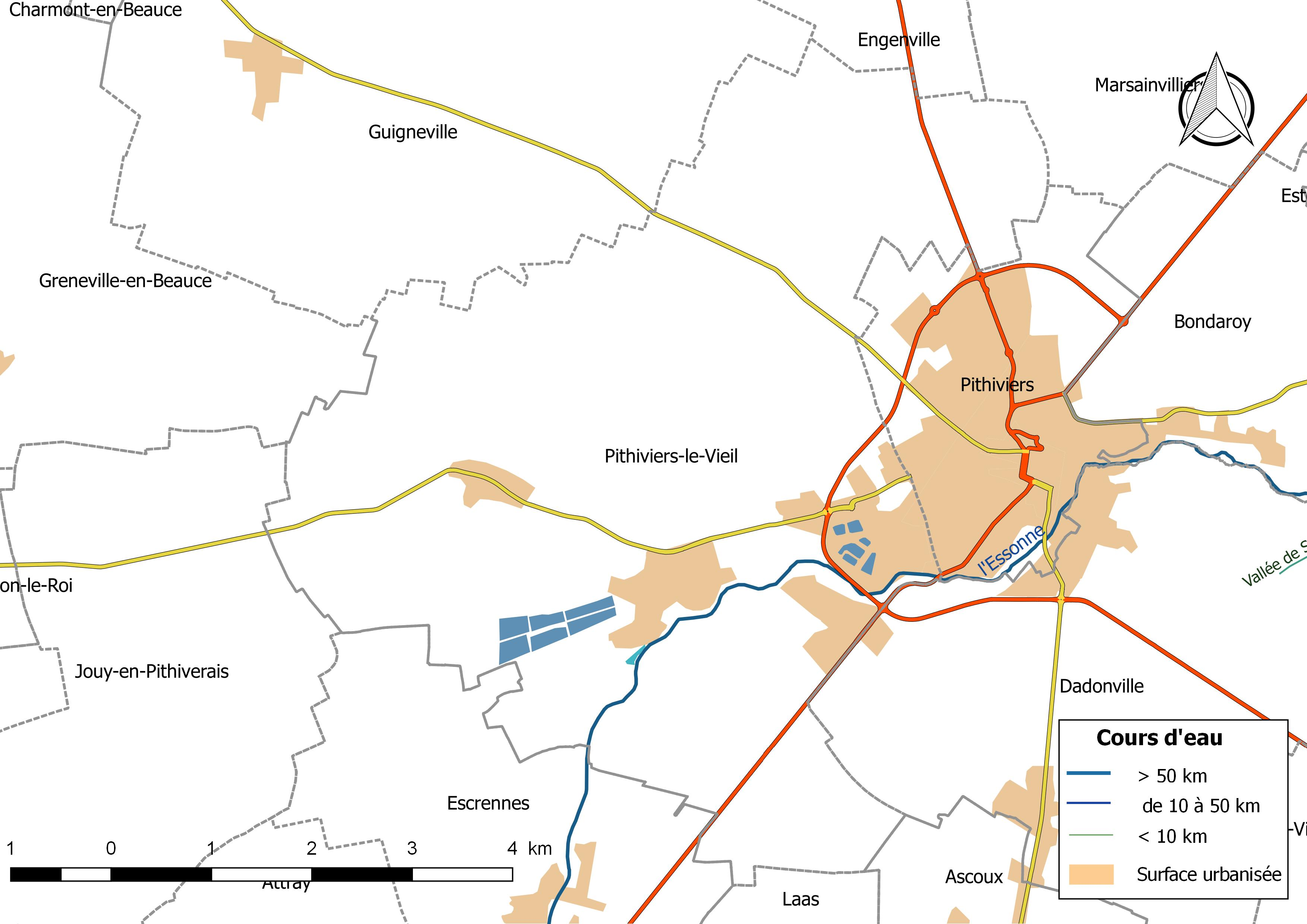
Réseau hydrographique de Pithiviers-le-Vieil.

Le réseau hydrographique communal est constitué d'un seul cours d'eau, l'Essonne (4,738 km). D'une longueur totale de 97,1 km, l'Essonne prend sa source dans la commune de Chilleurs-aux-Bois et se jette  dans la Seine à Corbeil-Essonnes, après avoir traversé 44 communes.
Sur le plan piscicole, l'Essonne est classé en deuxième catégorie piscicole. L'espèce biologique dominante est constituée essentiellement de poissons blancs (cyprinidés) et de carnassiers (brochet, sandre et perche).

### Climat
Pour des articles plus généraux, voir Climat du Centre-Val de Loire et Climat du Loiret.
En 2010, le climat de la commune est de type climat océanique dégradé des plaines du Centre et du Nord, selon une étude du CNRS s'appuyant sur une série de données couvrant la période 1971-2000. En 2020, Météo-France publie une typologie des climats de la France métropolitaine dans laquelle la commune est exposée à un climat océanique altéré et est dans la région climatique Sud-ouest du bassin Parisien, caractérisée par une faible pluviométrie, notamment au printemps (120 à 150 mm) et un hiver froid (3,5 °C).
Pour la période 1971-2000, la température annuelle moyenne est de 10,8 °C, avec une amplitude thermique annuelle de 15,5 °C. Le cumul annuel moyen de précipitations est de 652 mm, avec 10,3 jours de précipitations en janvier et 7,1 jours en juillet. Pour la période 1991-2020, la température moyenne annuelle observée sur la station météorologique de Météo-France la plus proche, sur la commune de Loury à 20 km à vol d'oiseau, est de 11,8 °C et le cumul annuel moyen de précipitations est de 757,1 mm,. Pour l'avenir, les paramètres climatiques de la commune estimés pour 2050 selon différents scénarios d'émission de gaz à effet de serre sont consultables sur un site dédié publié par Météo-France en novembre 2022.

### Milieux naturels et biodiversité

#### Zones nationales d'intérêt écologique, faunistique et floristique

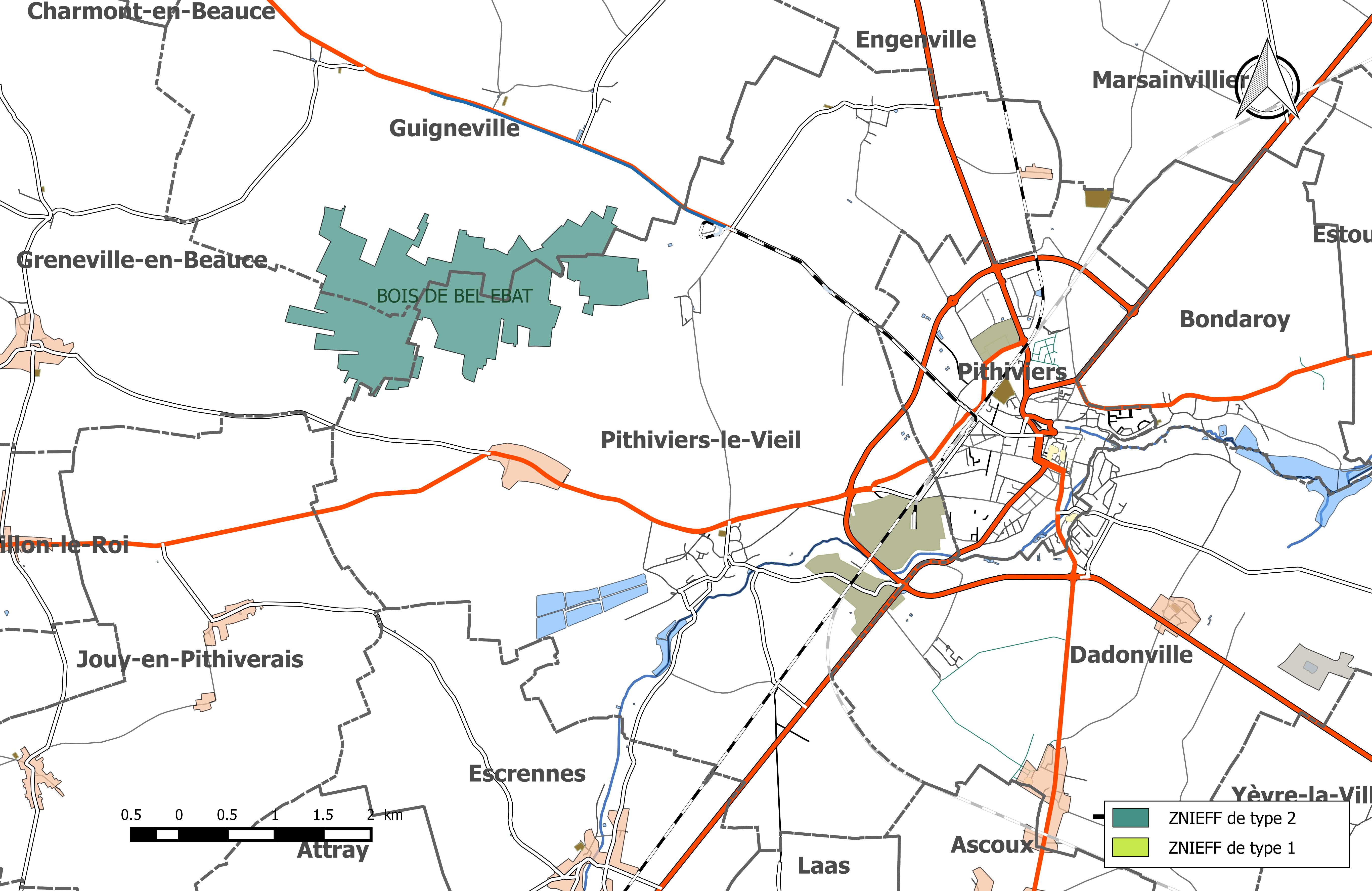
Carte des ZNIEFF de la commune et de ses abords.

L’inventaire des zones naturelles d'intérêt écologique, faunistique et floristique (ZNIEFF) a pour objectif de réaliser une couverture des zones les plus intéressantes sur le plan écologique, essentiellement dans la perspective d’améliorer la connaissance du patrimoine naturel national et de fournir aux différents décideurs un outil d’aide à la prise en compte de l’environnement dans l’aménagement du territoire. Le territoire communal de Pithiviers-le-Vieil comprend une ZNIEFF.
La ZNIEFF, de deuxième génération et de type 2, dénommée Bois de Bel Ebat, d'une superficie de 362 hectares, se situe dans la frange nord-ouest de la commune. Son altitude varie entre 116 et 128 m. Il s'agit d'un boisement assez vaste d'un seul tenant, composé de chênaies-charmaies calcaires et de quelques pinèdes situé en contexte de Champagne beauceronne et classé à l'origine pour son intérêt faunistique.

#### Natura 2000
La commune de Pithiviers-le-Vieil est intégrée depuis 2004 au réseau Natura 2000. Le site «Vallée de l'Essonne et vallons voisins», qui concerne 19 communes du Loiret, est en effet déclaré que site d'importance communautaire (SIC) au titre de la directive directive habitats (92/43/CEE) le 7 décembre 2004 puis zone spéciale de conservation (ZSC) le 29 novembre 2011,.
Le site, très éclaté, se compose d’une multitude d’îlots plus ou moins isolés, qui se répartissent sur une  surface de plus de 60 000 hectares, entre la vallée de la Juine à l’ouest et la vallée de l’Essonne à  l’est, dans la petite région naturelle du Pithiverais. Le site lui-même ne couvre qu’une surface de 969 hectares. Il s’agit d’un ensemble formé par les coteaux et les vallées qui constituent l’entité la plus étendue et la
plus remarquable du Loiret au titre de la flore calcicole. On recense plusieurs espèces végétales en limite de leur aire de répartition (cardoncelle douce, baguenaudier). Les fonds de vallée de la ZSC renferment plusieurs vastes mégaphorbiaies et stations marécageuses. Outre les espèces thermophiles des pelouses, sont intégrées au site des espèces est-européennes également en limite d’aire de répartition comme l’inule hérissée et les pétasites. De manière complémentaire dans l’intérêt floristique, un très important cortège mycologiques, lichenique et entomologique a été identifié.
Selon le FSD (Formulaire Standard des Données), le site Natura 2000 est occupé par une diversité d’habitats inscrits a l’annexe 1, dont on retiendra tout particulièrement les pelouses sèches seminaturelles  et faciès d’embroussaillement sur calcaire. La présence de populations d'espèces d'insectes inscrites à l’annexe II de la directive 92/43/CEE comme le lucane cerf-volant (Lucanus cervus) ou l'écaille chinée (Euplagia quadripunctaria) et de poissons comme le chabot commun (Cottus gobio), la bouvière (Rhodeus amarus ) ou la lamproie de Planer (Lampetra planeri) caractérisent le site.
Le secteur de Pithiviers-le-Vieil comprend plusieurs noyaux du site Natura 2000. Au droit du hameau de Montvilliers (commune d'Escrennes, en limite de Pithiviers-le-Vieil) et le long de l'aérodrome, se rencontrent des formations à genévrier commun et des pelouses sèches sur calcaire. Au droit du hameau du Boulay et à l'est de l'agglomération de Pithiviers-le-Vieil, le long de l'Essonne, sont présents des noyaux de forêt à aulne glutineux et frêne,.

Sélection de représentants de la faune de la zone Natura 2000 « Vallée de l'Essonne et vallons voisins ».
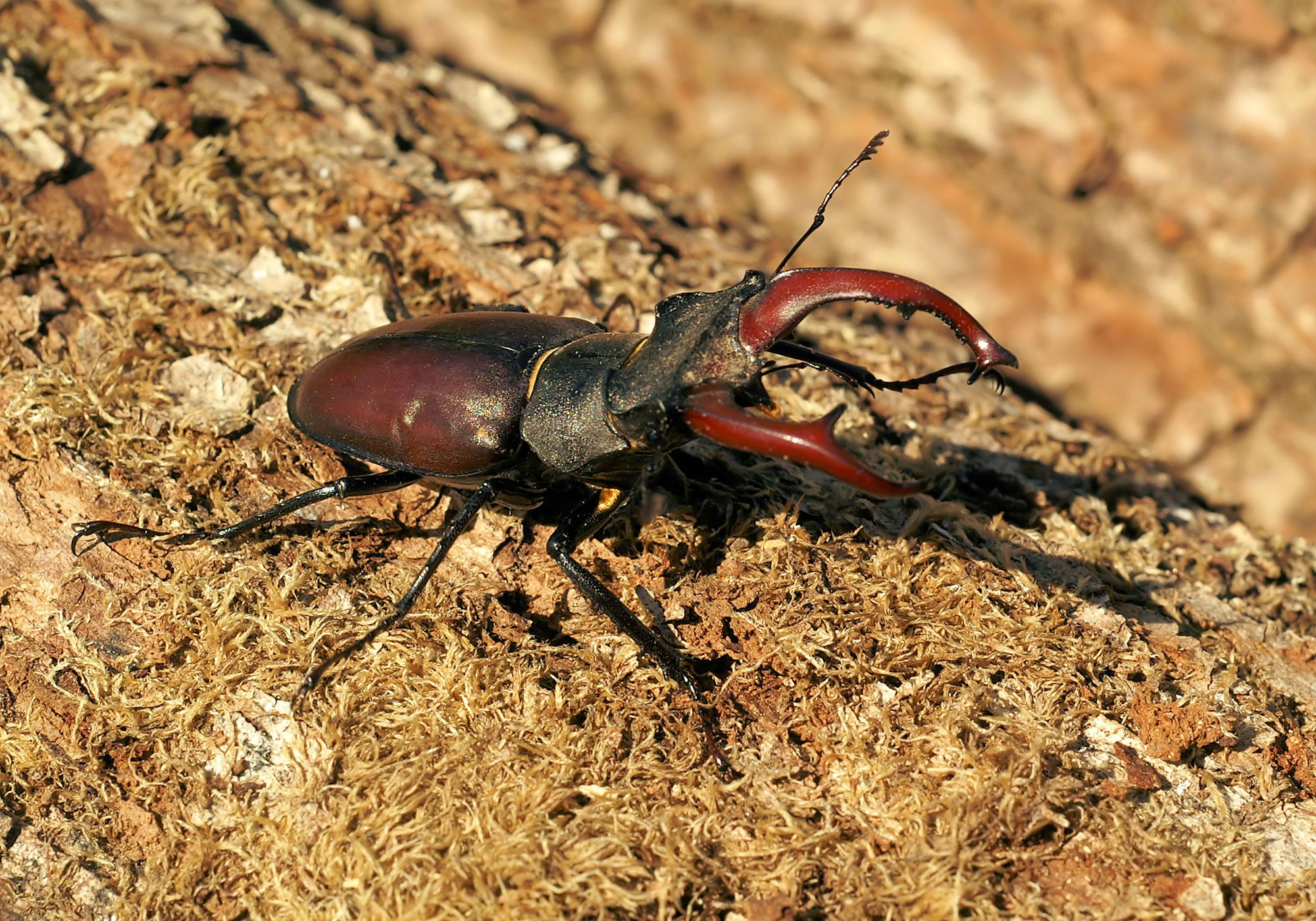
Lucane cerf-volant.
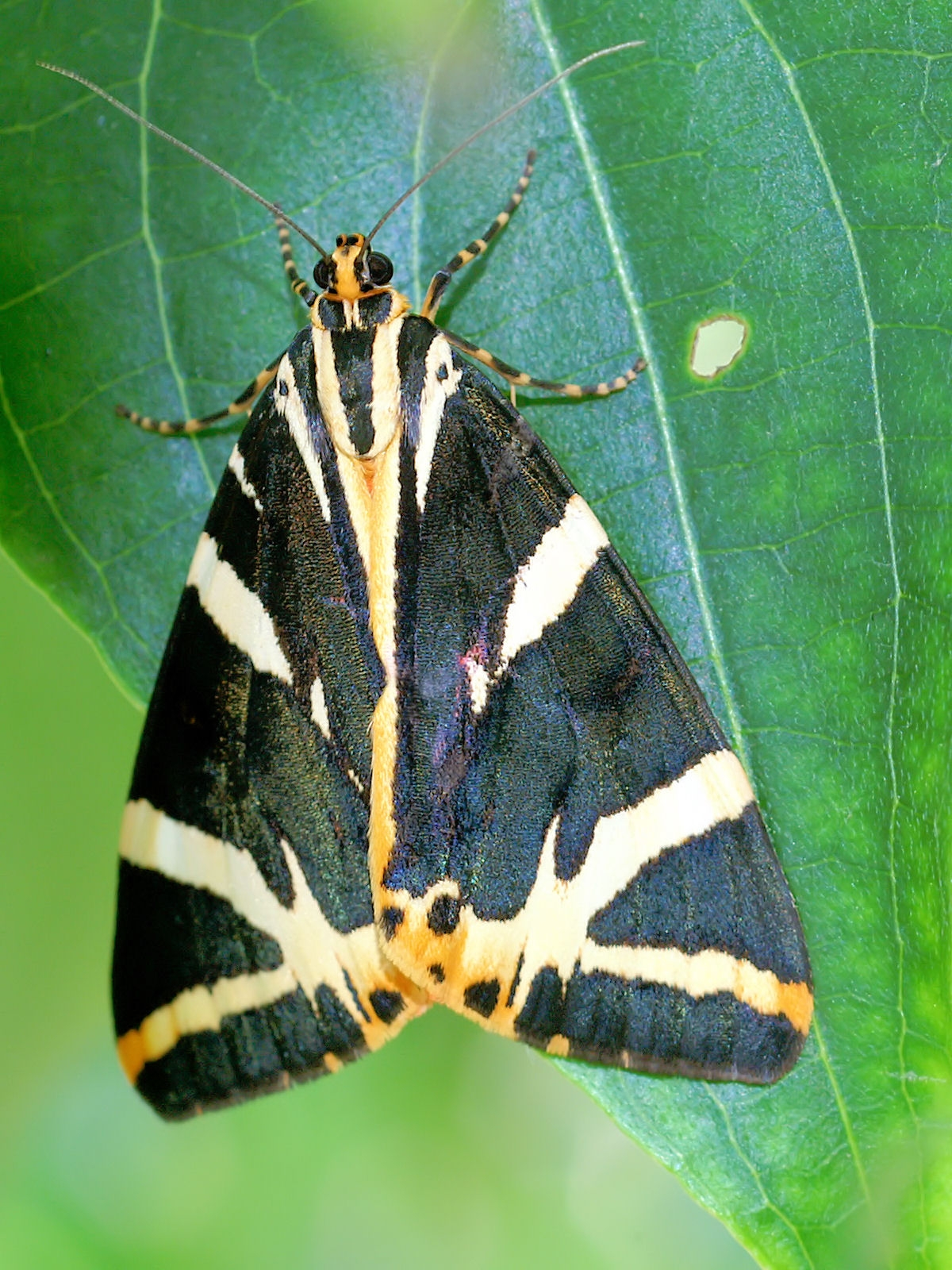
Écaille chinée.
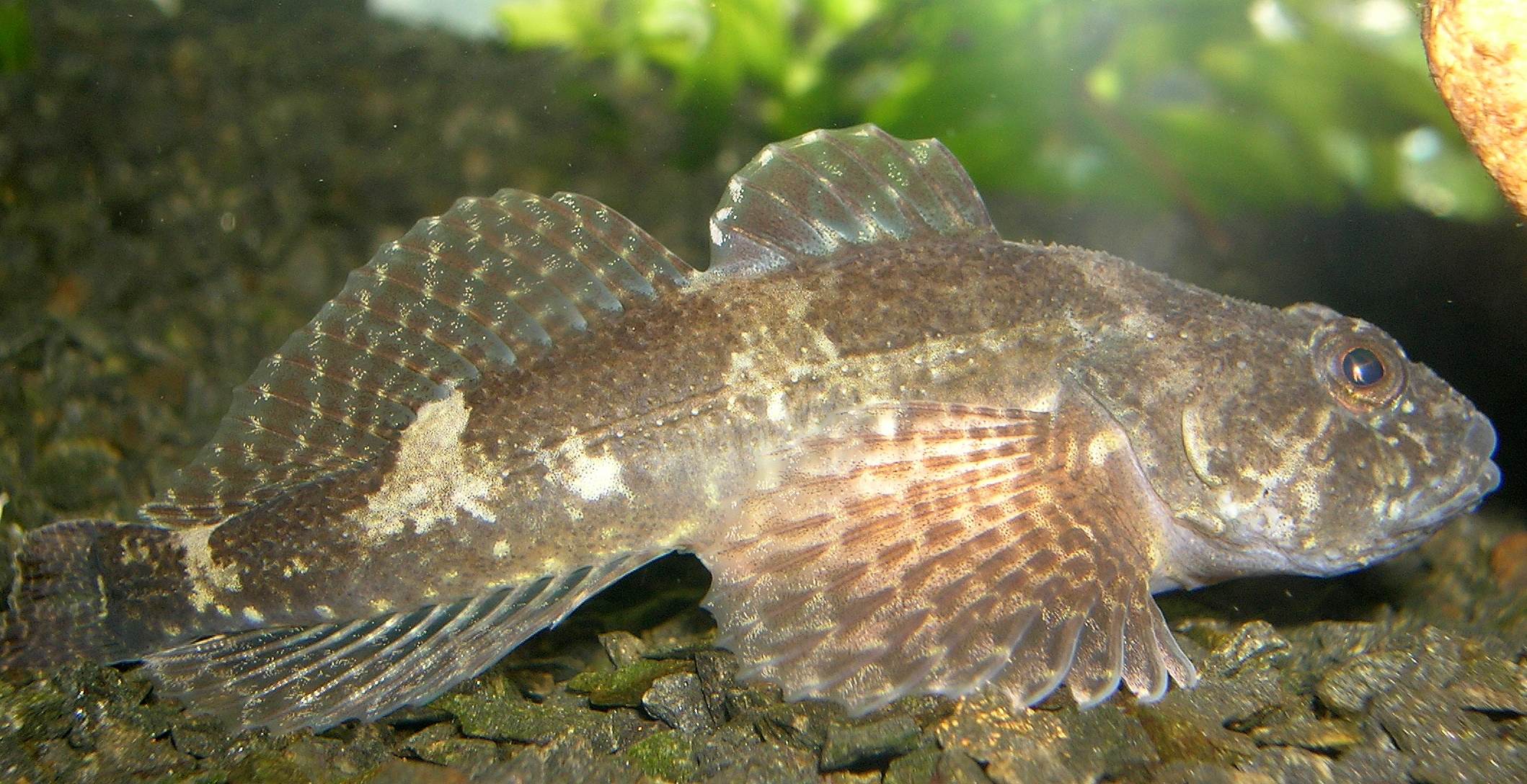
Chabot commun.
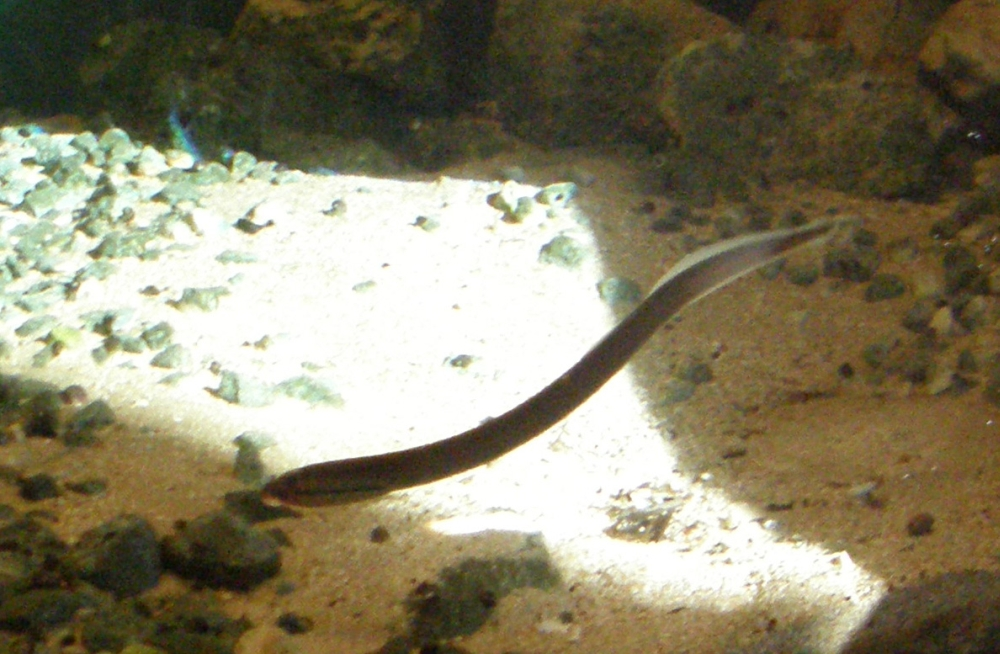
Lamproie de Planer.

## Urbanisme

### Typologie
Au 1er janvier 2024, Pithiviers-le-Vieil est catégorisée commune rurale à habitat dispersé, selon la nouvelle grille communale de densité à sept niveaux définie par l'Insee en 2022.
Elle est située hors unité urbaine. Par ailleurs la commune fait partie de l'aire d'attraction de Pithiviers, dont elle est une commune de la couronne,. Cette aire, qui regroupe 27 communes, est catégorisée dans les aires de moins de 50 000 habitants,.

### Occupation des sols
L'occupation des sols de la commune, telle qu'elle ressort de la base de données européenne d’occupation biophysique des sols Corine Land Cover (CLC), est marquée par l'importance des territoires agricoles (83,1 % en 2018), en diminution par rapport à 1990 (85,5 %). La répartition détaillée en 2018 est la suivante : 
terres arables (81,6 %), forêts (7,7 %), zones industrielles ou commerciales et réseaux de communication (4,9 %), zones urbanisées (3,1 %), zones agricoles hétérogènes (1,5 %), eaux continentales (1,3 %).
L'évolution de l’occupation des sols de la commune et de ses infrastructures peut être observée sur les différentes représentations cartographiques du territoire : la carte de Cassini (XVIIIe siècle), la carte d'état-major (1820-1866) et les cartes ou photos aériennes de l'IGN pour la période actuelle (1950 à aujourd'hui).

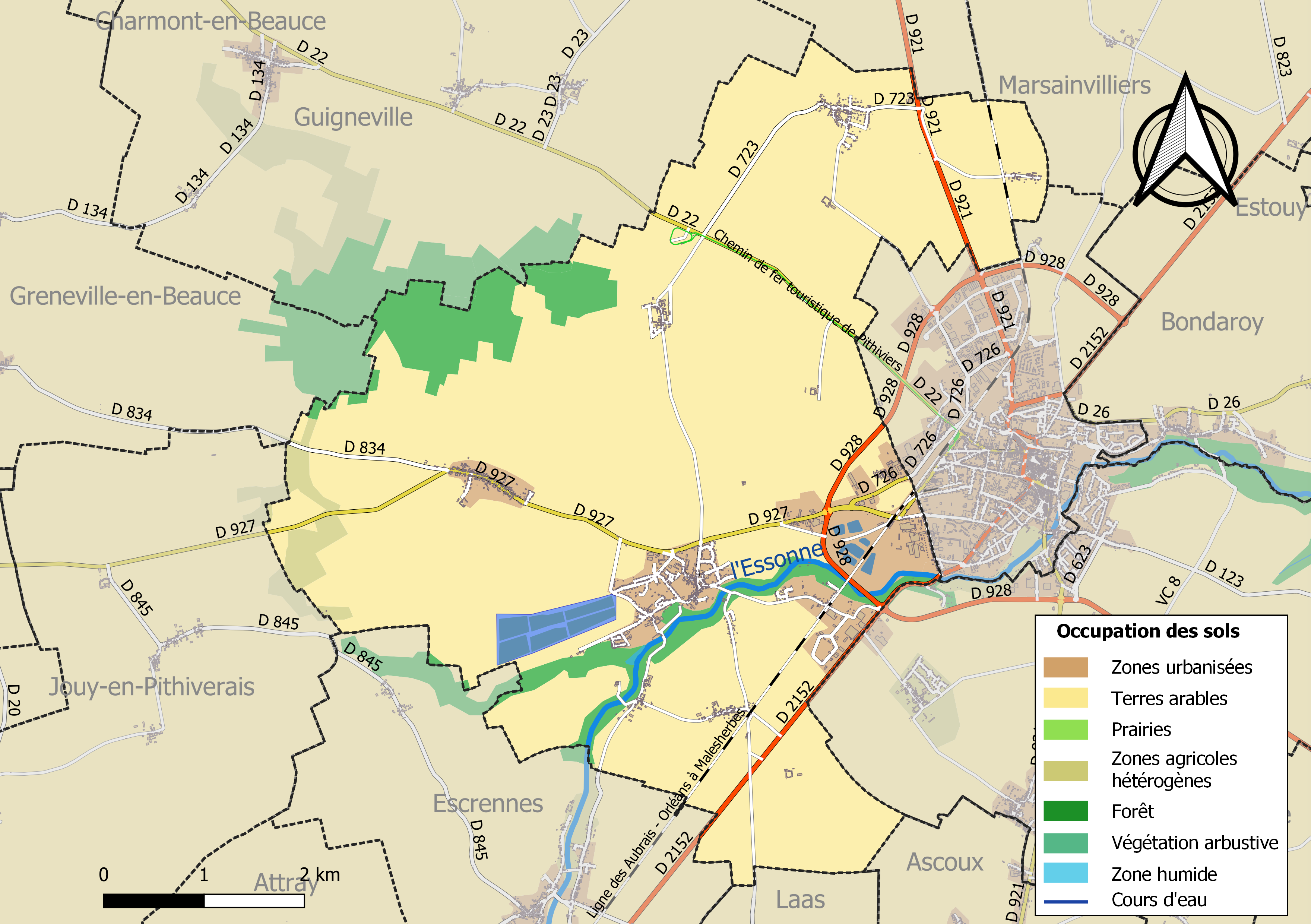
Carte des infrastructures et de l'occupation des sols de la commune en 2018 (CLC).
Carte orthophotographique de la commune en 2016.

### Morphologie urbaine
Pithiviers le vieil compte plusieurs lieux-dits : Gourvilliers situé à 1 km du vieux bourg ; Fresnay-les-Chaumes ; Ormes ; Bouzonville-en-Beauce ; Morailles.

### Planification
La commune prescrit l'élaboration d'un plan d'occupation des sols en octobre 1976. Le document est approuvé en mai 1982 et révisé en septembre 1987 et janvier 1993.
La loi relative à la solidarité et au renouvellement urbains du 13 décembre 2000, dite loi SRU, complétée par la loi urbanisme et habitat du 2 juillet 2003, marque une évolution de la planification urbaine en créant notamment les plans locaux d’urbanisme (PLU), vecteurs de projets de territoire, appelés à se substituer progressivement aux plans d’occupation des sols. Le PLU contient deux éléments nouveaux par rapport au POS : le plan d'aménagement et de développement durable (PADD), qui exprime le projet de la ville par des orientations générales en matière d'urbanisme, de développement, d'équipement et de préservation de l'environnement et les orientations d'aménagement et de programmation (OAP) qui correspondent à des zooms qui peuvent porter sur des quartiers ou secteurs à mettre en valeur, réhabiliter, restructurer ou aménager, ou sur l'aménagement d'un espace public, etc. Dans ce cadre le conseil municipal prescrit l'élaboration d'un plan local d'urbanisme le 9 septembre 2008. Après l'enquête publique qui s'est déroulée du 26 avril au 30 mai 2011, le document est approuvé le 8 novembre 2011,. Le 6 octobre 2015, le conseil municipal décide de réviser ce document.

### Voies de communication et transports

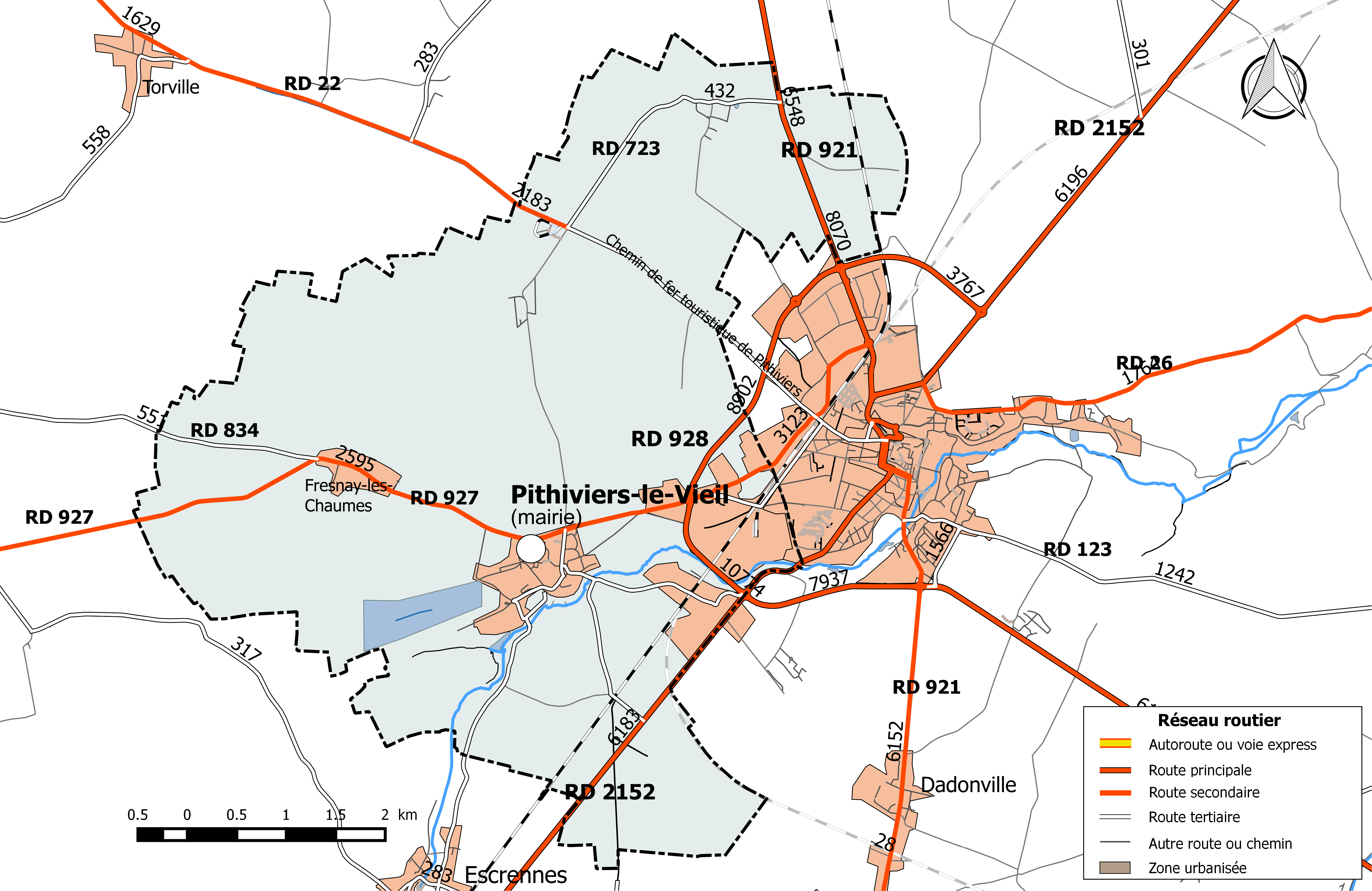
Réseau routier principal de la commune de Pithiviers-le-Vieil.

#### Infrastructures routières
La commune est traversée par sept routes départementales : la RD 2152, la RD 928, la RD 927, la RD 921, la RD 834, la RD 22 et la RD 723.
La RD 2152, qui traverse l'agglomération pithiveraine et la partie sud de Pithiviers-le-Vieil et relie Malesherbes à Tavers, correspond à l'ancienne route nationale 152. À sa création, en 1824, la RN 152 succède à la Route impériale 172 et relie Briare à Angers par la rive droite de la Loire. La route est déclassée en 1972 en RD 952 entre Briare et Châteauneuf-sur-Loire et, en contrepartie, elle récupère l'ancienne section de la RN 51 entre Orléans et Fontainebleau. En 2014, elle supporte un trafic de 6 183 véhicules/jour.
La RD 921, dont la section traversant la commune dans sa partie nord-est relie celle-ci à Rouvres-Saint-Jean, est l'ancienne route nationale 721, qui reliait avant 1973 Étampes (RN20), Pithiviers, Jargeau et La Ferté-Saint-Aubin (RN20). Elle a été transférée au département du Loiret par arrêté du 22 décembre 2012. En 2014, elle supporte dans la section se connectant à l'agglomération un trafic de 8 070 véhicules/jour.
La RD 928 constitue la déviation de Pithiviers et supporte 8 902 véhicules/jour. La RD 927, qui relie Pithiviers-le-Vieil à Tivernon, est l'ancienne RN 827 qui, créée en 1933, reliait Pithiviers au Mans par Châteaudun. La RD 22 relie Pithiviers à Andonville et supporte 2 183 véhicules/jour . La RD 834 (551 véhicules/jour) relie la commune Bazoches-les-Gallerandes. La RD 723 (432 véhicules/jour) relie la RD 22 à la RD 921.
Complétant ces voies, la commune est sillonnée de plusieurs voies communales et chemins ruraux  desservant ses fermes et hameaux et les bourgs environnants.

#### Transports en commun routiers
En 2016, Pithiviers-le-Vieil est desservie par la ligne régulière n°24 du réseau d'autocars interurbains Ulys qui relie Outarville à Pithiviers. Cette ligne  propose un nombre de dessertes variable en fonction des jours ouvrables de la semaine. À compter du 1er janvier 2017, la compétence des services de transports routiers interurbains, réguliers et à la demande est transférée des départements aux régions, et donc localement du département du Loiret à la région Centre-Val de Loire, consécutivement à la loi NOTRe du 7 août 2015.

#### Infrastructures ferroviaires
Les lignes ferroviaires Les Aubrais - Malesherbes et Étampes - Beaune-la-Rolande traversent le territoire de la commune.
L'ancienne ligne de chemin de fer, construite en 1892, qui supportait le tramway de Pithiviers à Toury (TPT) et reliait les communes de Pithiviers dans le département du Loiret et de Toury dans le département d'Eure-et-Loir traverse également la commune. Le transport des marchandises a cessé après la saison betteravière en novembre 1964. Un chemin de fer touristique a été mis en service en 1967 et constitue le plus ancien de France encore en activité.

#### Circulation douce et piétonne
Le GR 32 passe dans le sud de la commune, le long de la rivière.

### Risques majeurs
La commune de Pithiviers-le-Vieil est vulnérable à différents aléas naturels : climatiques (hiver exceptionnel ou canicule), mouvements de terrains ou sismique (sismicité très faible). Elle est également exposée à un risque technologique : le risque de transport de matières dangereuses.
Entre 1989 et 2019, un arrêté ministériel ayant porté reconnaissance de catastrophe naturelle a été pris pour le territoire de la commune  pour des inondations et coulées de boues.

#### Risques naturels
Le territoire de la commune peut être concerné par un risque d'effondrement de cavités souterraines non connues. Une cartographie départementale de l'inventaire des cavités souterraines et des désordres de surface a été réalisée. Il a été recensé sur la commune plusieurs effondrements de cavités.
Par ailleurs le sol du territoire communal peut faire l'objet de mouvements de terrain liés à la sècheresse. Le phénomène de retrait-gonflement des argiles est la conséquence d'un changement d'humidité des sols argileux. Les argiles sont capables de fixer l'eau disponible mais aussi de la perdre en se rétractant en cas de sècheresse. Ce phénomène peut provoquer des dégâts très importants sur les constructions (fissures, déformations des ouvertures) pouvant rendre inhabitables certains locaux. Celui-ci a particulièrement affecté le Loiret après la canicule de l'été 2003. Une grande partie sud du territoire de la commune est exposée à un aléa « moyen » face à ce risque, selon l'échelle définie par le Bureau de recherches géologiques et minières (BRGM).
Depuis le 22 octobre 2010, la France dispose d’un nouveau zonage sismique divisant le territoire national en cinq zones de sismicité croissante. La commune, à l’instar de l’ensemble du département, est concernée par un risque très faible.

#### Risques technologiques
La commune est exposée au risque de transport de matières dangereuses, en raison du passage sur son territoire d'une canalisation de gaz et d'itinéraires routiers structurants supportant un fort trafic (les routes départementales D 921, D 2152 et D 950),.

## Histoire
La source de Segray (orthographe au XXIe siècle) a été plusieurs fois citée dans différents poèmes et autres chansons. La découverte fortuite en 1987 de thermes gallo-romains mis au jour lors de travaux d'aménagement urbain démontre une continuité de présence depuis le IIIe siècle.

## Politique et administration

### Découpage territorial

#### Bloc communal: Commune et intercommunalités
La paroisse de Pithiviers le Vieil acquiert le statut de municipalité avec le  décret du 12 novembre 1789 de l'Assemblée Nationale puis celui de « commune », au sens de l'administration territoriale actuelle, par le décret de la Convention nationale du 10 brumaire an II (31 octobre 1793). Il faut toutefois attendre la loi du 5 avril 1884 sur l'organisation municipale pour qu'un régime juridique uniforme soit défini pour toutes les communes de France, point de départ de l’affirmation progressive des communes face au pouvoir central.
La commune absorbe Bouzonville-en-Beauce en 1972.

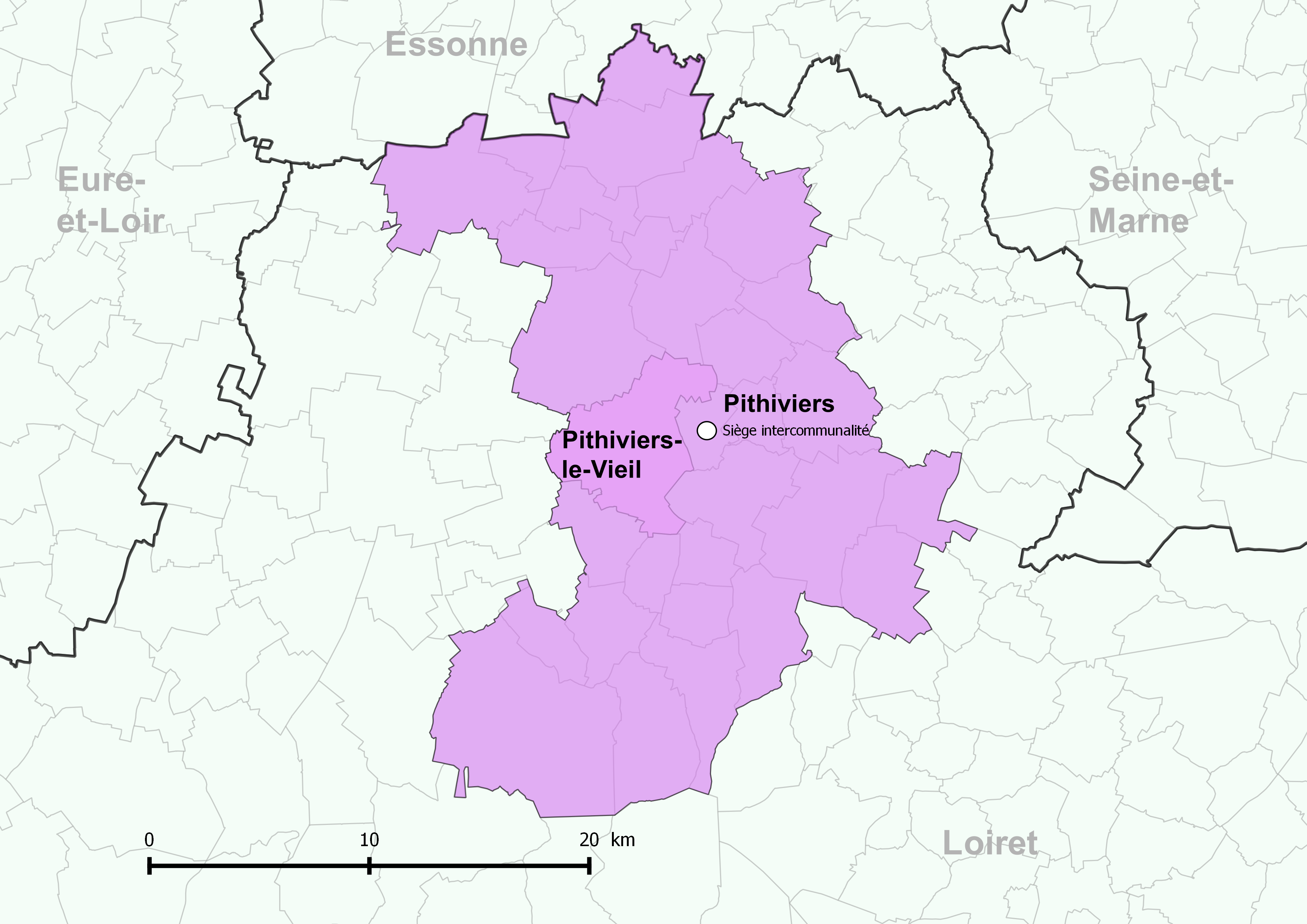
Localisation de la commune de Pithiviers-le-Vieil dans la communauté de communes du Pithiverais.

La commune est membre de la communauté de communes Le Cœur du Pithiverais depuis sa création le 1er décembre 2009 jusqu'au 1er janvier 2017, date à partir de laquelle elle fait partie de la communauté de communes du Pithiverais.
La loi du 7 août 2015 portant nouvelle organisation territoriale de la République (dite loi NOTRe), visant une réduction du nombre d'intercommunalités en France, fait en effet passer le seuil démographique minimal de 5 000 à 15 000 habitants, sauf exceptions, et a un impact sur les périmètres des différentes intercommunalités. Le schéma départemental de coopération intercommunale du Loiret est arrêté sur ces bases le 30 mars 2016 et le nombre d'établissements publics de coopération intercommunale à fiscalité propre passe dans le département du Loiret de 28 (2 communautés d'agglomération et 26 communautés de communes) à 16 (deux communautés d'agglomération et 14 communautés de communes dont une interdépartementale). Les communautés de communes de Beauce et du Gâtinais, du Cœur du Pithiverais et du Plateau Beauceron fusionnent ainsi à compter du 1er janvier 2017 en une seule entité : la communauté de communes du Pithiverais, dont le siège est à Pithiviers. Cette nouvelle intercommunalité comprend 31 communes dont Pithiviers-le-Vieil.

#### Circonscriptions de rattachement
La loi du 22 décembre 1789 divise le pays en 83 départements découpés chacun en six à neuf districts eux-mêmes découpés en cantons regroupant des communes. Les districts, tout comme les départements, sont le siège d’une administration d’État et constituent à ce titre des circonscriptions administratives. La commune de Pithiviers le Vieil est alors incluse dans le canton de Pithiviers, le district de Pithiviers et le département du Loiret.
La recherche d’un équilibre entre la volonté d’organiser une administration dont les cadres permettent l’exécution et le contrôle des lois d’une part, et la volonté d’accorder une certaine autonomie aux collectivités de base (paroisses, bourgs, villes) d’autre part, s’étale de 1789 à 1838. Les découpages territoriaux évoluent ensuite au gré des réformes visant à décentraliser ou recentraliser l'action de l'État. La régionalisation fonctionnelle des services de l'État (1945-1971) aboutit à la création de régions. L'acte I de la décentralisation de 1982-1983 constitue une étape importante en donnant l'autonomie aux collectivités territoriales, régions, départements et communes. L'acte II intervient en 2003-2006, puis l'acte III en 2012-2015.
Le tableau suivant présente les rattachements, au niveau infra-départemental, de la commune de Pithiviers-le-Vieil aux différentes circonscriptions administratives et électorales ainsi que l'historique de l'évolution de leurs territoires.
| Circonscription             | Nom                | Période   | Type                         | Évolution du découpage territorial |
| --------------------------- | ------------------ | --------- | ---------------------------- | --- |
| District                    | Pithiviers         | 1790-1795 | Administrative               | La commune est rattachée au district de Pithiviers de 1790 à 1795,. La Constitution du 5 fructidor an III, appliquée à partir de vendémiaire an IV (1795) supprime les districts, rouages administratifs liés à la Terreur, mais maintient les cantons qui acquièrent dès lors plus d'importance. |
| Canton                      | Pithiviers         | 1790-1801 | Administrative et électorale | Le 10 février 1790, la municipalité de Pithiviers le Vieil est rattachée au canton de Pithiviers,. Les cantons sont supprimés, en tant que découpage administratif, par une loi du 26 juin 1793, et ne conservent qu'un rôle électoral. Ils permettent l’élection des électeurs du second degré chargés de désigner les députés. Les cantons acquièrent une fonction administrative avec la disparition des districts en 1795. |
| Canton                      | Pithiviers         | 1801-2015 | Administrative et électorale | Sous le Consulat, un redécoupage territorial visant à réduire le nombre de justices de paix ramène le nombre de cantons dans le Loiret de 59 à 31. Pithiviers le Vieil est alors rattachée par arrêté du 9 vendémiaire an X (30 septembre 1801) au canton de Pithiviers, sous le nom de Pithiviers (Le Vieil),. |
| Canton                      | Pithiviers         | 2015-     | Électorale                   | La loi du 17 mai 2013 et ses décrets d'application publiés en février et mars 2014 introduisent un nouveau découpage territorial pour les élections départementales. La commune est alors rattachée au nouveau canton de Pithiviers. Depuis cette réforme, plus aucun service de l'État n'exerce sa compétence sur un territoire s'appuyant sur le nouveau découpage cantonal. Le canton a disparu en tant que circonscription administrative de l'État ; il est désormais uniquement une circonscription électorale dédiée à l'élection d'un binôme de conseillers départementaux siégeant au conseil départemental. |
| Arrondissement              | Pithiviers         | 1801-1926 | Administrative               | Pithiviers (Le Vieil) est rattachée à l'arrondissement de Pithiviers par arrêté du 9 vendémiaire an X (30 septembre 1801),. |
| Arrondissement              | Orléans            | 1926-1942 | Administrative               | Sous la Troisième République, en raison d'un endettement considérable et de l'effort nécessaire pour la reconstruction post-Première Guerre mondiale, la France traverse une crise financière. Pour réduire les dépenses de l’État, Raymond Poincaré fait voter plusieurs décrets-lois réformant en profondeur l’administration française : 106 arrondissements sont ainsi supprimés, dont ceux de Gien et de Pithiviers dans le Loiret par décret du 10 septembre 1926. Pithiviers-le-Vieil est ainsi transférée de l'arrondissement de Pithiviers à celui d'Orléans,.                                               |
| Arrondissement              | Pithiviers         | 1942-     | Administrative               | La loi du 1er juin 1942 rétablit l'arrondissement de Pithiviers. Pithiviers-le-Vieil est alors à nouveau rattachée à l'arrondissement de Pithiviers. |
| Circonscription législative | 5e circonscription | 2010-     | Électorale                   | Lors du découpage législatif de 1986, le nombre de circonscriptions législatives passe dans le Loiret de 4 à 5. Un nouveau redécoupage intervient en 2010 avec la loi du 23 février 2010. En attribuant un siège de député « par tranche » de 125 000 habitants, le nombre de circonscriptions par département varie désormais de 1 à 21,. Dans le Loiret, le nombre de circonscriptions passe de cinq à six. La réforme n'affecte pas Pithiviers-le-Vieil qui reste rattachée à la cinquième circonscription. |

#### Collectivités de rattachement
La commune de Pithiviers-le-Vieil est rattachée au département du Loiret et à la région Centre-Val de Loire, à la fois circonscriptions administratives de l'État et collectivités territoriales.

### Politique et administration municipales

#### Conseil municipal et maire
Depuis les élections municipales de 2014, le conseil municipal de Pithiviers-le-Vieil, commune de plus de 1 000 habitants, est élu au scrutin proportionnel de liste à deux tours (sans aucune modification possible de la liste), pour un mandat de six ans renouvelable. Il est composé de 19 membres. L'exécutif communal est constitué par le maire, élu par le conseil municipal parmi ses membres, pour un mandat de six ans, c'est-à-dire pour la durée du mandat du conseil. Philippe Chaline est maire depuis 2001.
| Période   | Période  | Identité          | Étiquette | Qualité                           |
| --------- | -------- | ----------------- | --------- | --------------------------------- |
| mars 2014 | mai 2020 | Michel Picard     |           | Retraité salarié du secteur privé |
| mai 2020  | En cours | Philippe Chaline, |           | Ancien agriculteur exploitant     |

## Équipements et services

### Environnement

#### Gestion des déchets
En  2016, la commune est membre du SITOMAP de la région Pithiviers, créé en 1968. Celui-ci assure la collecte et le traitement des ordures ménagères résiduelles, des emballages ménagers recyclables  et des encombrants en porte à porte et du verre en points d’apport volontaire. Un réseau de huit déchèteries accueille les encombrants et autres déchets spécifiques (déchets verts, déchets dangereux, gravats, ferraille, cartons…). La déchèterie la plus proche de la commune est située sur la commune de Pithiviers. L'élimination et la valorisation énergétique des déchets ménagers et de ceux issus de la collecte sélective sont effectuées dans l'outil de traitement appelé BEGEVAL, installé à Pithiviers et géré par le syndicat de traitement Beauce Gâtinais Valorisation (BGV) qui regroupe le territoire des trois syndicats de collecte : SMETOM, SITOMAP et SIRTOMRA. Cet outil est composé d’un centre de valorisation matière qui trie les emballages issus de la collecte sélective, les journaux-magazines et les cartons de déchèteries, et d’un centre de valorisation énergétique qui incinère les ordures ménagères résiduelles et le tout-venant incinérable des déchèteries ainsi que les refus du centre de tri.
Depuis le 1er janvier 2017, la « gestion des déchets ménagers » ne fait plus partie des compétences de la commune mais est une compétence obligatoire de la communauté de communes du Pithiverais en application de la loi NOTRe du 7 août 2015.

#### Production et distribution d'eau
Le service public d’eau potable est une compétence obligatoire des communes depuis l’adoption de la loi du 30 décembre 2006 sur l’eau et les milieux aquatiques. Au 31 décembre 2016, la production et la distribution de l'eau potable sur le territoire communal sont assurées par la commune elle-même.
La loi NOTRe du 7 août 2015 prévoit que le transfert des compétences « eau et assainissement » vers les communautés de communes sera obligatoire à compter du 1er janvier 2020. Le transfert d’une compétence entraîne  de  facto la mise à disposition gratuite de plein droit des biens, équipements et services publics utilisés, à la date du transfert, pour l'exercice de ces compétences et la substitution de la communauté dans les droits et obligations des communes,.

#### Assainissement
La compétence assainissement, qui recouvre obligatoirement la collecte, le transport et l’épuration des eaux usées, l’élimination des boues produites, ainsi que le contrôle des raccordements aux réseaux publics de collecte, est assurée  par la commune elle-même.
La commune est raccordée à une station d'épuration située sur le territoire communal, mise en service le 1er janvier 1987 et dont la capacité nominale de traitement est de  1 500 EH, soit 225 m3/jour. Cet équipement utilise un procédé d'épuration biologique dit « à boues activées »,.
L’assainissement non collectif (ANC) désigne les installations individuelles de traitement des eaux domestiques qui ne sont pas desservies par un réseau public de collecte des eaux usées et qui doivent en conséquence traiter elles-mêmes leurs eaux usées avant de les rejeter dans le milieu naturel. La Communauté de communes de Beauce et du Gâtinais a créé en 1999 un service public d'assainissement non collectif (SPANC) qui a pour missions la vérification de la conception et de l’exécution des ouvrages pour les installations neuves ou réhabilitées et la vérification périodique du bon fonctionnement et de l’entretien des installations existantes,. Depuis le 1er janvier 2017, c'est la communauté de communes du Pithiverais qui assure ce service, à la suite de la fusion des communautés de communes de Beauce et du Gâtinais, du Cœur du Pithiverais et du Plateau Beauceron.

### Enseignement
Les lycées se situent à Pithiviers.

### Santé
L'hôpital le plus proche est à Pithiviers.

## Population et société

### Démographie
L'évolution du nombre d'habitants est connue à travers les recensements de la population effectués dans la commune depuis 1793. Pour les communes de moins de 10 000 habitants, une enquête de recensement portant sur toute la population est réalisée tous les cinq ans, les populations de référence des années intermédiaires étant quant à elles estimées par interpolation ou extrapolation. Pour la commune, le premier recensement exhaustif entrant dans le cadre du nouveau dispositif a été réalisé en 2005.
En 2022, la commune comptait 1 729 habitants, en évolution de −5,31 % par rapport à 2016 (Loiret : +1,89 %, France hors Mayotte : +2,11 %).
| 1793 | 1800 | 1806 | 1821 | 1831 | 1836 | 1841 | 1846 | 1851 |
| ---- | ---- | ---- | ---- | ---- | ---- | ---- | ---- | ---- |
| 765  | 783  | 749  | 877  | 830  | 850  | 878  | 863  | 898  |

| 1856 | 1861 | 1866 | 1872 | 1876 | 1881 | 1886 | 1891 | 1896 |
| ---- | ---- | ---- | ---- | ---- | ---- | ---- | ---- | ---- |
| 910  | 878  | 854  | 897  | 924  | 984  | 986  | 923  | 886  |

| 1901 | 1906 | 1911 | 1921 | 1926  | 1931  | 1936  | 1946  | 1954  |
| ---- | ---- | ---- | ---- | ----- | ----- | ----- | ----- | ----- |
| 913  | 885  | 851  | 946  | 1 009 | 1 242 | 1 149 | 1 258 | 1 201 |

| 1962  | 1968  | 1975  | 1982  | 1990  | 1999  | 2005  | 2006  | 2010  |
| ----- | ----- | ----- | ----- | ----- | ----- | ----- | ----- | ----- |
| 1 269 | 1 262 | 1 445 | 1 677 | 1 713 | 1 823 | 1 875 | 1 890 | 1 828 |

| 2015  | 2020  | 2022  | - | - | - | - | - | - |
| ----- | ----- | ----- | - | - | - | - | - | - |
| 1 802 | 1 747 | 1 729 | - | - | - | - | - | - |

## Culture et patrimoine

### Lieux et monuments
- L'église Saint-Gervais-et-Saint-Protais, datant du XIIe siècle, inscrite au titre des monuments historiques en 1926[103].
- L'ancien château de Montguignard, datant du XIIIe siècle, inscrit partiellement au titre des monuments historiques en 1976[104].
- Le site gallo-romain : des thermes du IIIe siècle et un sanctuaire ont été répertoriés.
- Motte castrale de Forte Maison[105].

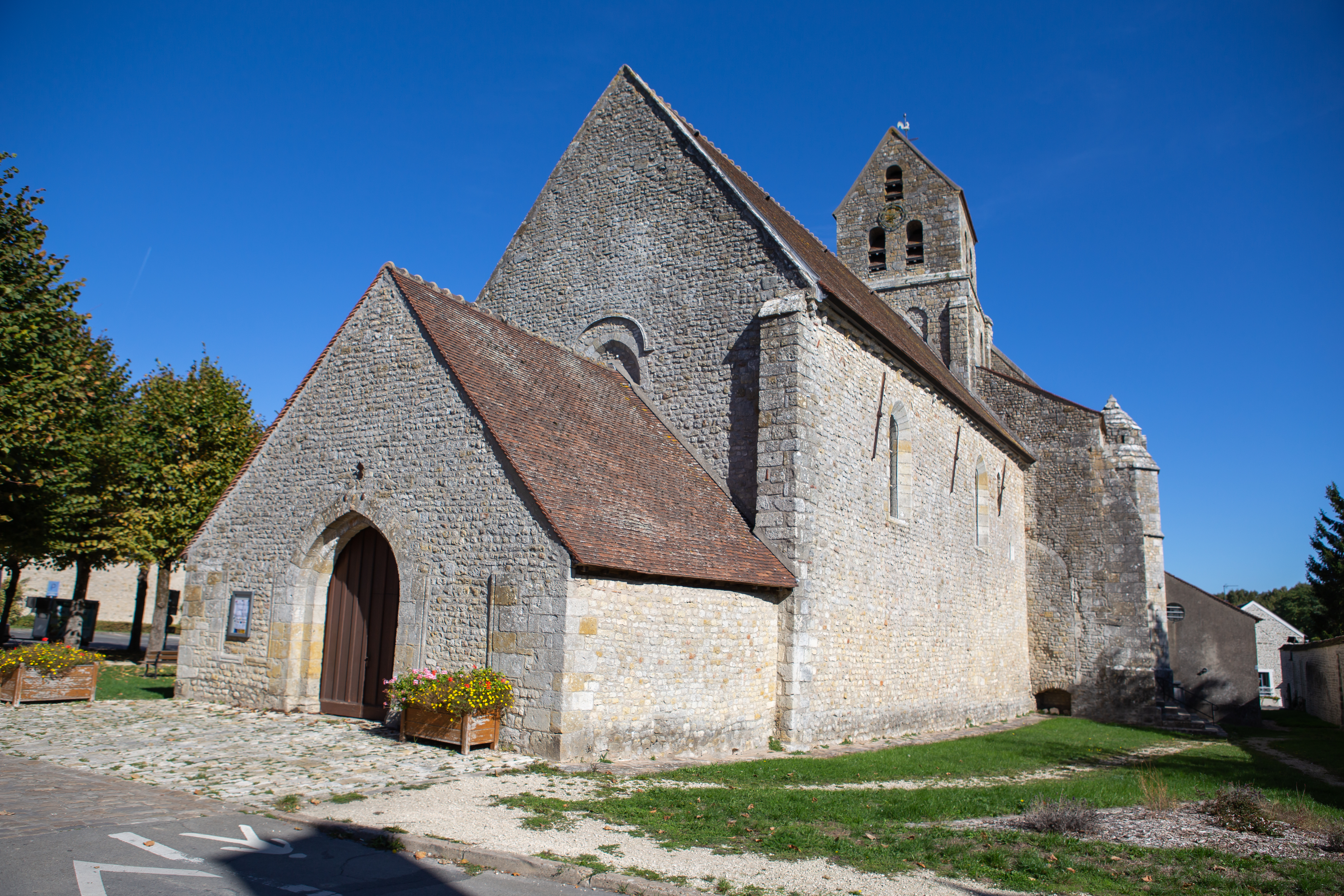
L'église Saint-Gervais-et-Saint-Protais.
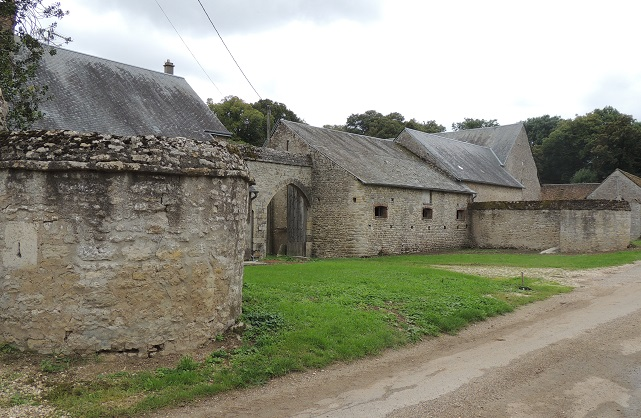
Bases des tours et portail d'entrée du château de Montguignard.

### Personnalités liées à la commune
- André Eve (1931 - 2006) rosiériste, paysagiste, obtenteur de 32 roses mises au commerce  de  Sylvie Vartan en 1968 à Roses des Blés en 2006. Créateur de l'entreprise des Roses Anciennes André Eve. Une rue porte son nom à Pithiviers le Vieil.

### Héraldique
|  | Les armoiries de Pithiviers-le-Vieil se blasonnent ainsi : D’argent à la gerbe de blé d’or en chef à dextre ; à la betterave au naturel feuillée de sinople en barre en chef à senestre ; à l’épi d’orge feuillé aussi de sinople, en bande en pointe à dextre ; à l’épi de maïs aussi d’or, feuillé aussi de sinople en barre, en pointe à senestre ; au chef ondé de gueules soutenu d’une divise ondée d’azur. |